# Сова-голконіг вохристочерева
Сова́-голконі́г вохристочерева (Ninox ochracea) — вид совоподібних птахів родини совових (Strigidae). Ендемік Індонезії.

## Опис

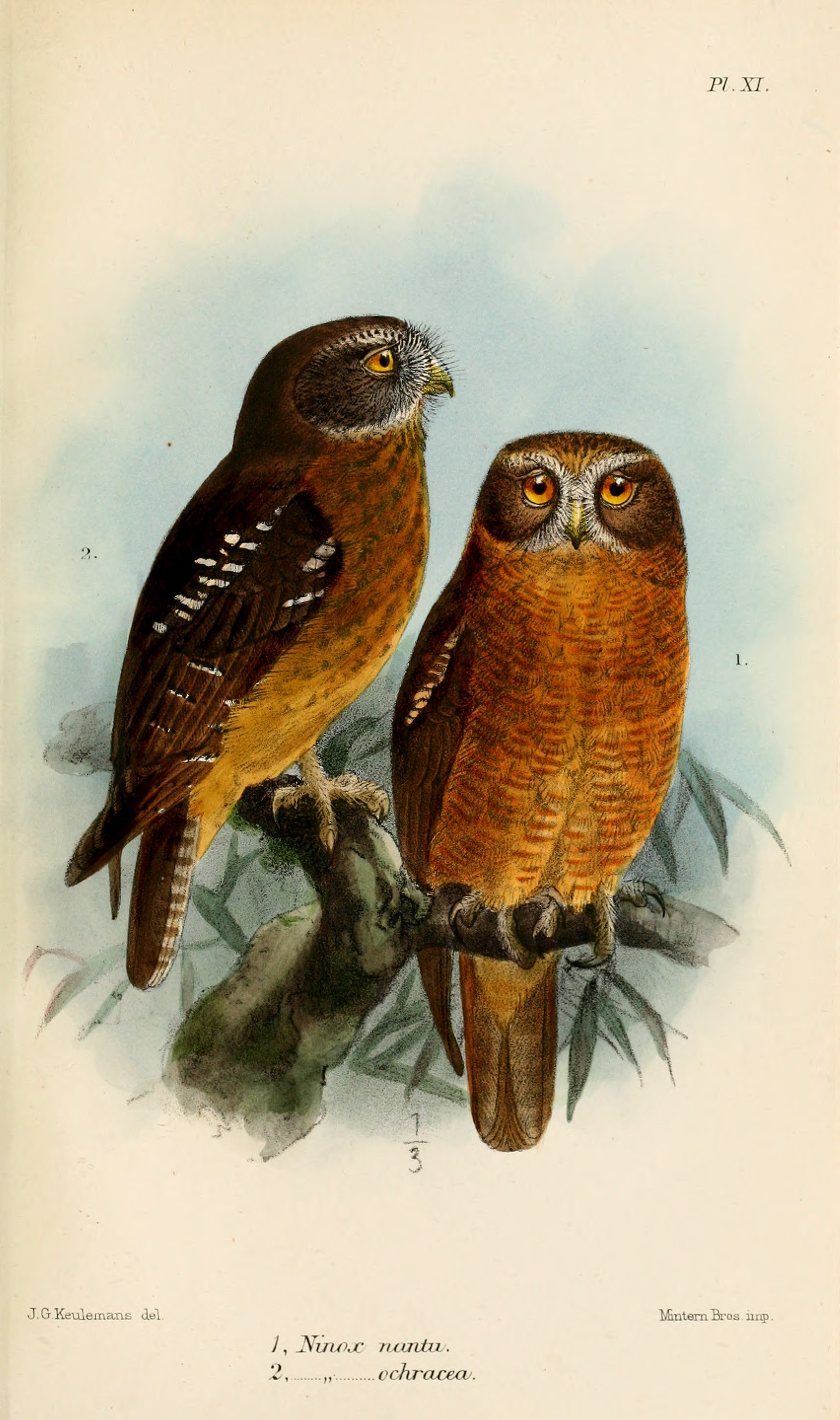
Вохристочерева сова-голконіг (зліва) і буруйська сова-голконіг (справа)

Довжина птаха становить 25-29 см. Голова і верхня частина тіла темно-каштанові, на плечах і верхніх покривних перах крил білі плями. Нижня частина тіла рудувато-коричнева, нижня частина грудей і живіт охристо-коричневі, поцятковані більш темними плямками. Лицевий диск коричнюватий, над очима білуваті «брови». Очі жовті, дзьоб і восковиця жовтувато-рогові, лапи оперені до основи жовтувато-сірих пальців, кігті темно-рогові.
Голос — серія різних, хриплих подвійних криків «krurr-krurr», кожен тривалістю 1,8 секунди.

## Поширення і екологія
Вохристочереві сови-голконоги є мешкають на Сулавесі та на сусідньому острові Бутон, можливо, також на Банґґаї. Вони живуть в тропічних лісах і вторинних заростях, а також в галерейних лісах, на висоті до 1000 м над рівнем моря. Віддають перевагу більш сухим лісам. Живляться переважно комахами.

## Збереження
МСОП класифікує стан збереження цього виду як близький до загрозливого. За оцінками дослідників, популяція вохристочеревих сов-голконогів становить від 15 до 30 тисяч птахів. Їм загрожує знищення природного середовища.